# Udo Blöchl
Udo Blöchl (* 21. Juni 1946 in Wesermünde) ist ein deutscher Politiker (CDU); er war für Bremerhaven Mitglied der Bremischen Bürgerschaft.

## Biografie
Blöchl war als selbstständiger Vermessungstechniker in Bremerhaven tätig. Er lebt in Schiffdorf-Wehdel. Er wurde Mitglied der CDU.
Er war von 1971 bis 1979 Mitglied der 8. und 9. Bremischen Bürgerschaft sowie Mitglied verschiedener Deputationen. Ihm folgte nach seinem vorzeitigen Ausscheiden im Juni 1979 Lothar Sagner (CDU).
Blöchl ist verheiratet und hat mehrere Kinder.